# Bariera dźwięku (film)
Bariera dźwięku (ang. The Sound Barrier) – brytyjski film przygodowy z 1952 roku w reżyserii Davida Leana.

## Opis fabuły
Tony Garthwait (Nigel Patrick) jest pilotem doświadczalnym samolotów u swojego teścia. Gdy Garthwait staje się ofiarą w katastrofie, jego żona stara się ustrzec pozostałych pilotów przed śmiercią.

## Nagrody i nominacje
| Nazwa nagrody | Wygrane                                                                  | Nominacje                                                                          |
| ------------- | ------------------------------------------------------------------------ | ---------------------------------------------------------------------------------- |
| Oscar         | 1953 Najlepszy dźwięk                                                    | 1953 Najlepsze materiały do scenariusza i scenariusz dla Terence’a Rattigana       |
| BAFTA         | 1953 Najlepszy film brytyjski Najlepszy aktor brytyjski Ralph Richardson | 1953 Najlepsza aktorka brytyjska Anna Todd Najlepszy aktor brytyjski Nigel Patrick |
| NYFCC         | 1952 Najlepszy aktor pierwszoplanowy Ralph Richardson                    |                                                                                    |